# Des Isnards
La famiglia des Isnards, originaria di L'Isle-sur-la-Sorgue, nel Contado Venassino, fu uno dei più antichi casati di Francia.

## Storia
I des Isnards diedero quasi certamente origine agli Isnardi di Asti. Nel 1215 Bertrand Isnard fu testimone con Raimond d'Agoult e Giraud de Monteil-Adhémar (Adhémar de Monteil (famiglia)) a un atto siglato a Orange (Francia) fra Guillaume de Baux (Del Balzo),e i Cavalieri Templari. Nel 1241 Hugues Isnard fu uno dei consoli di Cavaillon che scrisse gli statuti comunali approvati da Amiel, consignore di Cavaillon. Bertrand Isnardi I, cavaliere di L'Isle-sur-la-Sorgue, è nominato nel 1246 per un atto fra le città di L'Isle-sur-la-Sorgue e di Thor (Francia). Suo figlio, Guillaume Isnardi, fu padre di Bernard II che a sua volta fu padre di Guillaume II (1317-1402).
Elzéar Isnardi, morto nel 1434, figlio di Guillaume II, fu marito di Catherine Ailhaud e padre di:  Louis, sposato nel 1430 con Claude de Valéri; 2) Antoinette, moglie di Jacomet Donodey; 3) Garcinette, moglie di Antoine Novarin. Louis e Claude de Valéri ebbero: Garcia  (1460-1540), nato a L'Isle-sur-la-Sorgue, vice reggente del Contado Venassino,  sposato con Madeleine des Baux (Del Balzo) e Gabriel Mathieu sposato nel 1597 con Louise de Clinon,  fondatore del ramo dei ìsignori d'Odefred en Valentinois .
- Dalla coppia Garcia-Madeleine des Baux nacquero: 1) Gaucher, marito di Jeanne de Fougasse[3], vice reggente nel 1547 del Contado Venassino che fu inviato a Roma nel 1532 per concordare con Giulio di Giuliano de' Medici, Papa Clemente VII,  i termini del matrimonio fra la nipote Caterina de' Medici, figlia di Lorenzo II de' Medici, e il secondogenito di Francesco I di Francia Enrico II di Francia  2) Colin fondatore del ramo dei signori di Brantes, estinto nel XVII secolo sposato con Gabrielle de Vincens de Mauléon[4] 3)  Jeanne Françoise moglie di Jean de Julianis 4) Antoinette moglie di Baltazar De Pontevès[5] signore di Bouons,  Françoise moglie di Jean de Bompui.
- Dalla coppia Gabriel Mathieu-Louise de Clinon nacquero1) Sébastien marito di Madeleine de Breynet e padre di Charles marito di Claudine de Merles de Beaucamp 2)  Antoine marito di Geneviève de Borne e padre di Pierre marito di Claire du Plan.
- Dalla coppia Gaucher-Jeanne de Fougasse nacquero: 1) Jean morto nel 1578, co-signore de la Garde-Paréol, maresciallo delle armate stanziate in Piemonte da Enrico III di Francia e da Francesco II di Francia marito di Madeleine de Séguins figlia di Gabriel (1482-1568), signore di Baumettes, co-signore di Vénasque, procuratore generale del Contado Venassino e di Catherine d'Andrisis des Andrieux 2)  Alain signore di la Roque-Henri, capitano e governatore della città e del castello di Mornas rese omaggio per la signoria di la Roque-Henri al Papa Pio V. Sposò nel 1565 Jeanne de Raymond figlia di François, signore di Modène, Urbans e La Roque Alric e di Etiennette de Villeneuve 3) Gabriel, consigliere del parlamento d'Orange,  sposato con Pierrette de Piolenc,  figlia di Thomas signore di Saint Jullien, Beauvoisin e Cornillon ,  4) Jeanne sposata con Berthoumieu Granet figlio di Guillelm e di Marchiane de Brun[6] 5) Aimerie sposata nel 1531 con Robert de Pape signore di Saint-Alban,  Françoise sposata nel 1557 con Pierre Bérenger signore di Beaudiment.
- Dalla coppia Jean-Madeleine de Séguins nacquero: Diane sposata nel 1588 con Jean Scipion de Fougasse,  Catherine sposata nel 1606 con Paul de Grignan, signore di Hauteville et Châteauneuf Les Moustiers
- Dalla coppia Alain-Jeanne de Raymond nacquero: 1) Enéas sposato nel 1601 con Anne de Cambis figlia di Jean signore d'Orsan e Lagnes fu padre di Horace e di Suzanne 2) Julie moglie di Jean Charles de Pétris figlio di Jean signore di Graville e di Marie Doria figlia di Sixte primo console di Carpentras 3)  Jeanne moglie di Alain de Tritis 4) Laure moglie nel 1583 di François Pierre de Raffelis,  signore di Roquesante, consigliere della Corte dei Conti figlio di Pierre II e di Madeleine de Grignan,  5) Victoire moglie nel 1598 di Jean d'Autran,
- Dalla coppia Gabriel-Pierrette de Piolenc, nacque Diane sposata nel 1580 con Henri de Rabasse figlio di Jacques procuratore generale del parlamento di Avignone
- Dalla coppia Jeanne-Berthoumieu Granet nacquero, Jean (1590 - 1641) sposato nel 1614 con Marguerite de Pontevès et Sibille (†1654)  moglie di Pierre de Figanière  †/1654 figlio di Jacque capitano e notaio reale

Horace des Isnards, figlio di Enéas marito nel 1623 di Catherine de Blégiers, figlia di Jean , signore d'Autellon, vice reggente del Contado Venassino fu padre di: 1) François che seguì Francesco I di Guisa con il corpo di spedizione francese in Italia che tentò invano di riprendere la città di Napoli agli spagnoli, sposò Marguerite-Charlotte d'Alleman, figlia di Paul d'Alleman, signore di Saint-Amant 2) Emmanuel (1640-1686), capitaino nel reggimento del Delfinato 3) Marie, suora Orsolina.
- Dalla coppia François Marguerite-Charlotte d'Alleman nacquero: 1) Paul Joseph, capitano del reggimento del Delfinato e sposato nel 1679 con Yolande de Mercier, vedova di Raimond de Mot, signore di Rochedouble, e figlia di Gaspard e di Ursule Morandi 2)  Henri, 1692 con Françoise de Séguins, figlia di Jean-Jacques, signore di Saint-Jean, co-signore di Saint-Romans, e di Françoise de Lopès de Pilebaud 3)  Victoire sposata nel 1682 con François de Ferrier 4)  Catherine sposata nel 1693 con Horace Joseph de Rafellis (1650-1713), signore di Rus, di Saint- Sauveur diVilars e capitano delle guardie del duca Mazarin, governatore dell'Alsazia.
- Dalla coppia Paul Joseph-Yolande de Mercier nacquero:  Guillaume Paul sposato nel 1695 con Marianne de Regnier e Charlotte moglie di Antoine Joseph d'Alleman, morta nel 1733
- Dalla coppia Henri- Françoise de Séguins nacquero: 1) Esprit Toussaint sposato nel 1722 con Jeanne Madeleine de Veri, figlia di Joseph Marie Philippe de Veri, signore di Canoves, e di Madeleine de Pons e risposato nel 1752 con Marie Thérèse d'Anselme de Grugière 2) Madeleine, femme de François de Guiran, seigneur de la Brillanne, conseiller en la cour des comptes et aides de Provence.
- Dalla coppia Catherine-Horace Joseph de Rafellis nacquero: Pierre Marc sposato con Marie Clotilde Mercier (1695-1774), Marie Rose sposata con Joseph Marie de Vincens.

Joseph Henri des Isnards, figlio di Esprit Toussaint e di Jeanne Madeleine de Veri, cavaliere del Sovrano Militare Ordine di Malta nel 1736, luogotenente del reggimento di Borgogna sposò nel 1750 Marie d'Astuard e fu padre di Gabriel Joseph Martial /1766-1850) che sposò nel 1799 Alfonse Marthe Marie Julie de La Baume de Suze figlia di Charles Louis de la Baume, signore di Suze, et di Olympe Emilie de Suffren signora di Saint-Tropez. Da questa coppia nacquero: 1) Marie Louise Eugénie (1796-1868) sposata nel 1822 con Gabriel Marie Isidore Joachim de Rrevel de Vesc 2) Gustave Louis Jules sposato nel 1802 con Madeleine Françoise Euphrasie Huc 3) Alix Ernestine Madeleine sposata nel 1833 con Hubert Denis d'Anselme 4) Hedwige Louise Juliette (1807-1886) sposata con N de Jonc.
Jean Charles Gaspard  (1760-1837), des Isnards, quinto figlio d'Esprit Toussaint e di Marie-Thérèse d'Anselme de Grugière (1779-1854), cavaliere del Sovrano Militare Ordine di Malta, sindaco di Carpentras, sposò nel 1804, Marie Louise Gabrielle Elisabeth de Thomas de la Valette e fu padre di Louis Charles Joseph  (1805-1888) sposato nel 1833 con Marie Joséphine Robin de Barbentane  (1808-1891) e di Charles Edouard Xavier (1814-1896) sposata con Nathalie de Roux. Louis Charles Joseph  (1805-1888)  nato a Carpentras fu uno stimato pittore: la sua opera "Le Ventoux au lever du soleil" dipinta nel 1875 fa parte del Museo Calvet.
- Dalla coppia Louis Charles Joseph-Marie Joséphine Robin de Barbentane nacquero: 1) Caroline Antoinette Marie (1833-1858) sposata nel 1855 to Charles Joseph René Cabot de La Fare 2)  Marie Léontine sposata nel 1857 con Marie Ernest de Rozière  (1829-1901) 3)  Marie Antoinette Siffrène sposata nel 1863 con Auguste de Meyran de Lagoy 4)  Charles Siffrein (1840-1911) sposato nel 1869 con Anne Françoise Joséphine Marguerite de Cabis  (1843-1923) 5)  René Edouard (1843-1922) sposato nel 1871 con Marguerite Berthe Double de Saint Lambert e risposato nel 1888 con Sophie Hélène de Teyssier de Cadillan  (1851-1943) 6)  Elisabeth sposata nel 1873 con Raoul Peyret du Villard 7)  Helen Marie (1844-1936) sposata nel 1874 con Marie Louise Octavie de Rouvière  (1843-1883) e risposata nel 1891 con Marie Joséphine du Laurens d'Oiselay (1862-1937) 8) Siffrein Marie (1847-1920) sposata nel 1878 con Marguerite Joséphine Charmet  (1858-1951)